# Die Physiker (Film)
Die Physiker ist der Titel eines Films von 1964 nach dem gleichnamigen Theaterstück von Friedrich Dürrenmatt. Regie führte Fritz Umgelter.

## Inhalt
In einer Irrenanstalt sind drei Physiker untergebracht (Einstein, Newton und Möbius), die nacheinander ihre Krankenschwestern erdrosseln.

## Produktion
Der Film wurde vom Süddeutschen Rundfunk produziert. Premiere war in der Bundesrepublik am 5. November 1964, in Österreich dagegen erst am 4. April 1970.

## Trivia
In der Rolle des Oberpflegers Sievers ist der damals noch aktive Profiboxer im Schwergewicht Gerhard Zech zu sehen. Er trat immer mal wieder in kleinen Fernsehrollen, wie 1970 in der Unterhaltungssendung Haifischbar auf.